# Walerian Lubieniecki
Walerian Lubieniecki herbu Sas (ur. w 1561, zm. w 1617) – biskup bakowski, bernardyn.
W 1591 przy poparciu polskim siłą zawładnął klasztorem w Bakowie. Wszedł w spór z mianowanym przez papieża biskupem bakowskim Bernardynem Quirinim. W 1604 opuścił Mołdawię. 30 kwietnia 1610 dzięki protekcji marszałka wielkiego koronnego Zygmunta Myszkowskiego uzyskał nominację króla Zygmunta III na biskupstwo bakowskie. Sakrę biskupią otrzymał 18 kwietnia 1611. W 1612 odrestaurował katedrę łacińską w Bakowie. W latach 1611–1615 musiał uchodzić do Polski przed hospodarem Stefanem Tomșą. W 1615 powrócił do Bakowa. W 1616 brał udział w wyprawie magnatów kresowych na Mołdawię, mającej na celu osadzenie na tronie Aleksandra Mohyły.
W życiu prywatnym był oskarżany o gwałtowność i porywczość nielicujące z godnością biskupią (podobno nosił przy sobie pistolet).